# Одиниці вимірювання відстані
У світі використовується велике розмаїття одиниць для вимірювання довжини, ширини, висоти, глибини та іншого роду відстаней. Загально прийнятною є метрична система, яка використовується у всіх наукових працях з природничих наук, а також є офіційною у всьому світі за винятком Сполучених Штатів та Великої Британії. У метричній системі виділяють одиниці системи SI та позасистемні одиниці. У Сполучених Штатах та Великій Британії використовують традиційні британські / американські одиниці. Доречність використання тих чи інших одиниць вимірювання взагалі визначається масштабами об'єктів, які розглядаються.

## Одиниці вимірюваннявідстані

### Метрична система
Світловий рік
- Кілометр
- Метр
- Сантиметр
- Міліметр
- Мікрометр (Мікрон)
- Нанометр
- Ангстрем
- Пікометр
- Фемтометр (фермі)
- Ліліметр (Ліліпут)

### Британська / Американська система мір
- Ліга — (англійська міра) (Льє) — (французька міра)
- Миля
- Фурлонг
- Чейн
- Род
- Ярд
- Фут
- Лінк
- Хенд (Долоня)
- Цаль
- Лінія
- Пункт
- Міл

### Староруська система
- Миля
- Межова верста
- Верста
- Коса сажень
- Сажень
- Махова сажень
- Аршин
- Лікоть
- Фут (брит. міра)
- П'ядь
- Вершок
- Дюйм (брит. міра)
- Лінія

### Японська система
За стандартом 1891 року.
- Рі = 3,927 км = 36 чьо[1];
- Чьо = 109,9 м = 60 кенів[1];
- Тан = 10,9 м = 6 кенів[1];
- Кен = 1,9 м = 6 шяку[1];
- Джьо = 3,03 м = 10 шяку[1];
- Шяку = 30,3 см = 10 сунів[1];
- Сун = 3,3 см = 10 бу[1];
- Бу = 30,3 мм = 10 бу[1];
- Рін
- Мо

### Китайські імперіальні одиниці
- Лі
- Уін
- Чжан
- Бу
- Чі
- Цунь
- Фен
- Лі (мале)
- Хао
- Сі
- Ху

### Старовинні французькі одиниці
- Льє суспільний (commune)
- Льє морський (marine)
- Льє поштовий (de post)
- Льє метричний
- Арпан
- Перш
- Туаз
- Пьє
- Пус
- Лінь (лінія)

### Старовинні іспанські і португальські одиниці
- Ліга
- Пасо
- Вара
- Пьє
- Пульгада
- Лінеа
- Пунто

### Давньогрецька система
- Дактиль (одиниця вимірювання)
- Конділос
- Оргія
- Палайста
- Пекіс
- Плетри
- Подес
- Стадій
- Стадія
- Епідама

### Типографічна система (США і Британія— система АТА)
- Піка
- Піка PostScript
- Пункт
- Пункт PostScript
- Піксель
- Твіп

### Типографічна система (Європа— система Дідо)
- Цицеро
- Пункт

### Флотська система
- Морська ліга
- Морська миля
- Кабельтов (США)
- Малий кабельтов або Кабельтов міжнародний
- Фатом, Морська сажень

### Одиниці, що застосовуються вастрономії
- Світлова секунда
- Світлова хвилина
- Астрономічна одиниця
- Світловий рік
- Парсек
- Одиниця червоного зсуву